# حرارة مطلقة
الحرارة المطلقة هو مفهوم يصف درجة الحرارة قائم على افتراض الوصول إلى أعلى درجة حرارة ممكنة للمادة. وقد حظيت هذه الفكرة بشعبية من خلال حلقات المسلسل التليفزيوني نوفا (Nova). ففي هذا المسلسل، يُفترض أن تصل الحرارة المطلقة إلى أعلى درجاتها على مقياس درجة الحرارة الذي يبدأ عند الصفر المطلق, الذي يمثل بدوره درجة الحرارة التي تقل عندها الإنتروبيا وتساوي الطاقة الحرارية التقليدية عنده صفرًا.
تفترض النماذج الكونية أن أعلى درجة حرارة يمكن الوصول إليها هي حرارة بلانك, التي تصل إلى 1.416785(71)×1032 kelvin. ويفترض أن تكون حرارة بلانك أعلى درجة حرارة ممكنة يمكن الوصول إليها في الفيزياء التقليدية حيث تنهار الفيزياء التقليدية عند درجة الحرارة هذه. وقد وصلت درجة حرارة عالمنا بالفعل إلى حرارة بلانك من قبل. فبعد انقضاء حوالي 10−42 ثوانٍ من الانفجار الأعظم وصل عالمنا إلى هذا الحد من الزيادة في الإنتروبيا حيث ارتفعت درجة الحرارة ارتفاعًا هائلًا. وعندما تجاوزت درجة الحرارة وقتها حد ~1032K, أصبحت طاقات الجسيمات عالية للغاية ولم تكن هناك نظرية علمية وقتها تفسر سلوك المواد عند هذه الطاقات العالية؛ حيث أصبحت قوى الجذب بين تلك الجسيمات بنفس درجة القوة التي عليها القوى الأساسية الأخرى، الأمر الذي يتطلب الاستعانة بإحدى نظريات كل شيء الافتراضية للمساعدة في وصف هذا السلوك.
تسمح بعض أشكال نظرية الأوتار بالوصول إلى درجة حرارة تبلغ 1030K, والمعروفة باسم حرارة هاغيدورن. فبدلًا من الارتفاع في درجة الحرارة، تتكون جسيمات أكثر وأثقل عند درجة حرارة هاغيدورن بواسطة الإنتاج الزوجي، وبالتالي سيحول ذلك دون التسبب في حرارة زائدة فعالة، نظرًا لتكوّن الهادرونات فقط. ومع ذلك، من المحتمل تولد حرارة زائدة (مع الضغط) إذا كانت المادة تمر بتغيير طوري لتتشكل بلازما كوارك-غلوون.
تفترض فيزياء الكم رسميًا الاعتماد على درجات الحرارة الموجبة أو السالبة المطلقة في وصف نظام الدوران الذي يشهد انقلابًا من الحالة الدنيا إلى حالة الطاقة المرتفعة عبر عملية استثارة تتم باستخدام الإشعاع الكهرومغناطيسي. وتُظهر مهمة درجة الحرارة في هذه الأنظمة مبدأ التفرد؛ مما يعني أن درجة الحرارة تتجه إلى الحد الموجب المطلق قبل أن تتحول بشكل متقطع إلى الحد السالب المطلق. ومع ذلك، لا ينطبق هذا النظام سوى على درجات محددة من الحرية في هذا النظام، في حين يتعين على الأنظمة الأخرى الاعتماد على درجات الحرارة العادية. وإذا أمكن تطبيق التوزع المتساوي، فإن هذه الشكليات ستتجاهل حقيقة أن نظام الدوران هذا لن يعمل نتيجة تحلل المادة العادية قبل الوصول إلى درجة الحرارة اللا نهائية بشكل موحد في العينة.